# Bergratan
Bergratan är öar i Finland. De ligger i Finska viken och i kommunen Lovisa i landskapet Nyland, i den södra delen av landet. Öarna ligger omkring 87 kilometer öster om Helsingfors.
Arean för den av öarna koordinaterna pekar på är 2 hektar och dess största längd är 380 meter i sydöst-nordvästlig riktning. Närmaste större samhälle är Lovisa, 19,0 km nordväst om Bergratan.